# Antofagasta (regio)
Antofagasta is een van de zestien regio's van Chili en had regionummer II, tot de regionummers officieel werden afgeschaft. De hoofdstad van de regio is de gelijknamige stad Antofagasta. De regio grenst in het noorden aan de regio Tarapacá, in het oosten aan Bolivia, in het zuiden aan de regio Atacama en in het westen aan de Grote Oceaan.

## Geschiedenis
Antofagasta en zijn omgeving behoorden gedurende het grootste deel van de 19e eeuw tot Bolivia en vormde het de provincie Litoral. Voor dat land was de streek van groot belang, vanwege de rijkdom aan grondstoffen én de toegang tot de zee. Tijdens de Salpeteroorlog (1879-1884) werd het gebied door Chili veroverd en geannexeerd. Sindsdien heeft Bolivia geen directe toegang meer tot de zee en is de Boliviaanse marine verhuisd naar het Titicacameer. Vanuit de twee regio's ten zuiden van Antofagasta kwam vervolgens een verhuisgolf naar Antofagasta (en het op Peru veroverde Tarapacá) op gang. Daarnaast kwamen er immigranten uit Europa en ook uit Arabië, Peru en Bolivia, waardoor de huidige bevolkingssamenstelling sterk verschilt met die uit het tijdperk dat Antofagasta tot Bolivia behoorde. Daarnaast verschilt het gebied door deze mix cultureel van de zuidelijkere streken van Chili.

## Provincies
De regio Antofagasta bestaat uit drie provincies:
- Antofagasta
- El Loa
- Tocopilla

## Gemeentes
De regio Antofagasta bestaat uit negen gemeenten:
- Antofagasta
- Calama
- María Elena
- Mejillones
- Ollagüe
- San Pedro de Atacama
- Sierra Gorda
- Taltal
- Tocopilla

## Grotere plaatsen
- Antofagasta
- Calama
- Chuquicamata
- Tocopilla

## Economie
De economie van Antofagasta steunt vooral op mijnbouw. In mindere mate zijn visserij, industriële productie en toerisme van belang. Bij Calama bevindt zich de grootste kopermijn ter wereld, de Chuquicamata.